# Tinde
Tinde (en griego, Τίνδη) fue una antigua ciudad griega de la península Calcídica. 
Perteneció a la liga de Delos puesto que aparece en el registro de tributos de Atenas del año 434/3 a. C., donde pagó un phoros de 3000 dracmas de forma conjunta con las ciudades de Cita, Esmila, Gigono y Haisa.
Es citada también por Esteban de Bizancio, que la ubica en la península Calcídica.
Se ha sugerido que estuvo ubicada en la región de Botiea pero se desconoce su localización exacta.